# Procampylaspis serratoculus
Procampylaspis serratoculus is een zeekommasoort uit de familie van de Nannastacidae. De wetenschappelijke naam van de soort is voor het eerst geldig gepubliceerd in 1984 door Jones.